# Dispositio Achillea

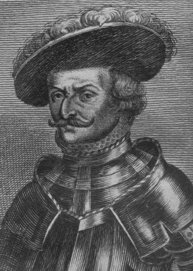
Albrecht III Achilles

Dispositio Achillea (z łac. dosł. ustawa, rozporządzenie Achillesa) – statut dynastyczny wydany przez elektora Albrechta III Achillesa w 1473. Obowiązywał do 1603, kiedy to Hohenzollernowie przyjęli zasadę primogenitury.
Na mocy statutu wydanego Brandenburgię miał odziedziczyć jego syn Jan Cicero.
Tzw. Unterland (obecnie Frankonia Środkowa) z miastem Ansbach miał przypaść Fryderykowi, z kolei tzw. Oberland (obecnie Górna Frankonia) z miastem Bayreuth - Zygmuntowi.
Pozostali synowie Albrechta Achillesa zmarli w niemowlęctwie lub dzieciństwie.